# Моутама
Моутама или Мартабан (на бирмански: မုတ္တမကွေ့) е голям и плитък морски залив в северната част на Андаманско море, край бреговете на Мианмар. Вдава се на север на около 150 km навътре в сушата, ширината на входа му е около 220 km, а дълбочината достига до 20 m. В него се вливат три големи реки: Салуин в източната му част, Ситаун в северната и Пегу (Янгон) в западната. Приливите са полуденонощни, с височина 7,2 m. В естуара на река Пегу (Янгон) е разположен град Янгон, бивша столица на Бирма и голямо морско и речно пристанище, а в устието на река Салуин – пристанището на град Моламяйн.